# Caroline Prévinaire
Pour les articles homonymes, voir Prévinaire.
Caroline Prévinaire est une comédienne, metteuse en scène, scénariste et podcasteuse belge née le 15 mars 1985 à Liège. 

## Biographie

### Jeunesse et formation
Caroline Prévinaire naît le 15 mars 1985 à Liège. Son père, Emmanuel Prévinaire, fondateur de Flying-Cam, l’initie aux disciplines artistiques et techniques.
En 2003, Caroline intègre l’Institut des arts de diffusion section Théâtre, dont elle sera diplômée en 2007. Cinq ans plus tard, en 2012, elle y obtient un certificat en production de spectacles vivants.

### Carrière
Après sa Licence en Théâtre, Caroline enseigne à l'université, puis fait ses premiers pas sur les planches avec le spectacle Mort si j’veux au Théâtre de Poche.
En 2012, avec la Compagnie Les Voisins, elle s’occupe de la création et de la mise en scène d’un spectacle de rue intitulé Y a de la lumière chez l’voisin !. Pendant plus de sept ans, ce spectacle va parcourir les routes d’Europe en passant par la France, la Suisse et la Roumanie,. Elle crée également avec la commune de Chaudfontaine le projet « Les ballades de la cité », pour des populations précarisées,.
En 2018, elle co-écrit et réalise le premier podcast de fiction de la RTBF : Doulange dans lequel elle interprète également le rôle de Charlotte,.
Elle intègre ensuite l’équipe de coordination marketing du pôle fiction de la RTBF en 2019 et devient également conseillère éditoriale pour les séries belges.
Elle fonde en 2020 l'agence créative Les Visions et réalise deux autres podcasts pour la RTBF: The Love Experiment : le podcast et Terre de Brume,, adaptation d’un roman fantasy pour les 12-15 ans écrit par Cindy Van Wilder.
En 2021, Caroline Prévinaire lance le magazine en ligne La voix dans tête (lvdt.audio), un média entièrement consacré au podcast qui propose des articles et recommande des podcasts via la création d’un moteur de recherche « artisanal ». Fin de cette même année, elle lance lvdt.studio, le premier studio de podcast belge francophone,, et plusieurs émissions avec un fort encrage belge, comme Bières & faits divers, Info ou détox, Lecture club, Paumé·e, Macrales, etc,. Cette même année, son agence créative « Les Visions » est lauréate de l'appel à projets « Rayonnement Wallonie » (une initiative de la région wallonne opérée par St'Art Invest).
Début 2022, elle devient maître de conférence à l'Université de Liège au sein du département Médias, cultures et communication et de la section journalisme, ainsi que formatrice pour l'AJP.
En 2023, lvdt.studio participe au Brussels Podcast Festival et le podcast Désenchantées reçoit le prix du public. 

## Théâtre
- Mort si j'veux, Théâtre de Poche, 2009
- Y a de la lumière chez l’voisin !, 2013[6]
- Les Balades de la Cité, 2017[7]

## Podcasts
- Doulange, co-écrit avec Katia Lanero Zamora, RTBF, 2018 - Scénariste, réalisatrice comédienne[24]
- The Love Experiment : le podcast, RTBF, 2020 - Réalisatrice[12]
- Bières & faits divers, lvdt.studio, 2021 - Host[25]
- Paumé∙e, lvdt.studio, 2021 - Réalisatrice[26]
- Lecture Club, lvdt.studio, 2021 - Productrice[27]
- Terre de brume, RTBF, 2022 - Adaptatrice et réalisatrice[13]
- Info ou détox, lvdt.studio, 2022 - Productrice[28]
- Macrales, co-écrit avec Katia Lanero Zamora, lvdt.studio, 2022 - Scénariste, réalisatrice[29]
- Petits génies, co-écrit Katia Lanero Zamora, Nicolas Ancion, Mathieu Pierloot, Marie Collot, lvdt.studio, 2022 - Scénariste, réalisatrice, comédienne[30]
- Du Beurre dans les épinards, RTBF, Tipik, 2023 - Productrice et accompagnatrice éditoriale
- Tipik Horror,  RTBF, Tipik 2022 - Scénariste, Productrice, comédienne
- Transmissions, lvdt.studio, 2022 - Réalisatrice, scénariste
- Désenchantées, RTBF, Tipik 2022 - Productrice et accompagnatrice éditoriale
- Sonoramuze, lvdt.studio, 2022 - Productrice et accompagnatrice éditoriale
- Respire, lvdt.studio, 2022 - Scénariste, réalisatrice comédienne